# Moniliopsis klebahnii
Moniliopsis klebahnii är en svampart som beskrevs av G. Burchard 1929. Moniliopsis klebahnii ingår i släktet Moniliopsis och familjen Ceratobasidiaceae.   Inga underarter finns listade i Catalogue of Life.